# Moffatia
Moffatia é um gênero de mariposa pertencente à família Acrolophidae.